# 严润哲
严润哲（韓語：엄윤철，羅馬化：Om Yun-chol，1991年11月18日—），朝鲜民主主义人民共和国2012年伦敦奥运会举重男子56公斤级冠军，击败中国队的热门吴景彪。挺举阶段，嚴潤哲成功举起了168公斤的重量，而他的体重不到56公斤。这使得他成为了第五个举起重自己三倍以及首位於B組中贏得奧運舉重金牌的運動員。

## 榮譽
- 人民体育人：2013年